# Canto di primavera (poema sinfonico)
Vårsång (traducibile in italiano come Canto di primavera) è un poema sinfonico scritto nel 1894 dal compositore finlandese Jean Sibelius.

## Storia
Il brano era stato inizialmente composto come Improvisaatio (Improvvisazione per orchestra), in chiave di re maggiore. Sibelius lo rimaneggiò in fa maggiore e ribattezzò l'opera nel 1895, aggiungendo il sottotitolo "La tristesse du printemps" ("La tristezza della primavera"); a quella versione (non pubblicata), poi apportò le revisioni finali prima della pubblicazione nel 1902.
Il pezzo contiene un ottimismo che è relativamente raro tra le opere di Sibelius. È noto per il suo uso importante delle campane alla fine del brano.

## Struttura
Il lavoro è orchestrato per 2 flauti, 2 oboi, 2 clarinetti (in si bem.), 2 fagotti, 4 corni (in fa), 4 trombe (in fa), 3 tromboni, tuba, timpani, campane tubolari, violini, viole, violoncelli e contrabbassi. Un'esecuzione tipica di Vårsång dura circa 8 minuti.